# Никола Трајковић
Никола Трајковић (Београд, 5. јануар 1981) бивши је српски фудбалер а садашњи фудбалски тренер.

## Каријера
Трајковић је прошао млађе категорије Чукаричког. На почетку сениорске каријере наступао је у Колубари а шансу у највишем рангу добио је у екипи новосадске Војводине. У сезони 2004/05. био је играч Зете из Голубоваца. Добре партије у дресу Зете донеле су му награду за фудбалера сезоне у Првој лиги Србије и Црне Горе. Трајковић је помогао Зети да сезону заврши на трећем месту у првенству, што је највећи успех у историји клуба, и тако се први пут пласира у Куп УЕФА.
У јулу 2005. потписао је четворогодишњи уговор са Црвеном звездом. У црвено-белом дресу је освојио две дупле круне (у сезонама 2005/06. и 2006/07). Након што није одиграо ни један меч током првог дела сезоне 2008/09, Трајковић је крајем 2008. године позајмљен тадашњем грчком прволигашу Трасивулосу. Након полусезоне у Грчкој, неко време је био без клуба да би се за други део сезоне 2009/10. вратио у Чукарички којем је добрим партијама помогао да избегне испадање из Суперлиге Србије. У лето 2010. се прикључио мађарском Ђеру где је провео последњих пет година играчке каријере. Са Ђером је освојио титулу првака Мађарске у сезони 2012/13.
Током 2005. године је одиграо две пријатељске утакмице за репрезентацију Србије и Црне Горе. Први меч је одиграо 2. фебруара 2005. на гостовању Бугарској (0:0), а други наступ је имао 8. јуна 2005. у Торонту против Италије (1:1).

## Трофеји

### Црвена звезда
- Суперлига Србије (2) : 2005/06, 2006/07.
- Куп Србије (2) : 2005/06, 2006/07.

### Ђер
- Првенство Мађарске (1) : 2012/13.
- Суперкуп Мађарске (1) : 2013.